# Klicz
Klicz (niem. Klüss, Klüß) – część miasta Świnoujścia, dawniej samodzielna wieś. Znajdowała się w miejscu dzisiejszej Morskiej Stoczni Remontowej. Zabudowania wsi zostały zlikwidowane w związku z budową stoczni.
Do 1945 r. stosowano niemiecką nazwę Klüss. W 1947 r. ustalono urzędowo polską nazwę Klicz.
Dawna wieś, włączona w granice Świnoujścia 1 kwietnia 1939. W 1945 roku Klicz wyłączono ze Świnoujścia i włączono do gromady Ognica w gminie Przytór. W kolejnych latach Klicz utworzył odrębną gromadę w gminie Przytór. Wraz z reformą administracyjną znoszącą gminy, Klicz włączono do nowo utworzonej gromady Warszów (obejmującej również Warszów i Chorzelin). 13 listopada 1954 r. gromada Warszów uzyskała status samodzielnego osiedla, przez co Klicz utracił samodzielność, stając się integralną częścią Warszowa. Osiedle Warszów włączono do Świnoujścia 31 grudnia 1959 roku, w związku z czym Klicz stał się po raz drugi częścią Świnoujścia.